# Michaił Bestużew-Riumin
Michaił Pietrowicz Bestużew-Riumin (ros. Михаил Петрович Бестужев-Рюмин; ur. 7 września 1688 w Moskwie, zm. 26 lutego 1760 w Paryżu) – rosyjski dyplomata, rzeczywisty tajny radca od 1742 roku, hrabia.
Od 1720 był rosyjskim rezydentem w Londynie. Poseł rosyjski w Sztokholmie od 1724 do 1725 i od 1731 do 1741 roku, w Warszawie od 1726 do 1731 i od 1744 do 1748, w Berlinie w latach 1730–1731 i w 1744. Był posłem rosyjskim w Wiedniu w latach 1748–1752 i w Paryżu w 1760 roku.